# Ruský orbitální segment

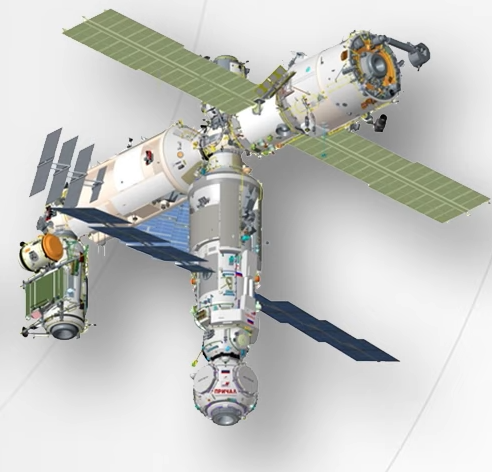
Složení ruského orbitálního segmentu od 26. listopadu 2021 - na vodorovné ose zleva moduly Zarja a Zvezda, svisle připojen vlevo Rassvet a vpravo Nauka s čerstvě připojeným kulovým modulem Pričal na dolním konci; za solárním panelem Zvezdy dokovací modul Poisk.

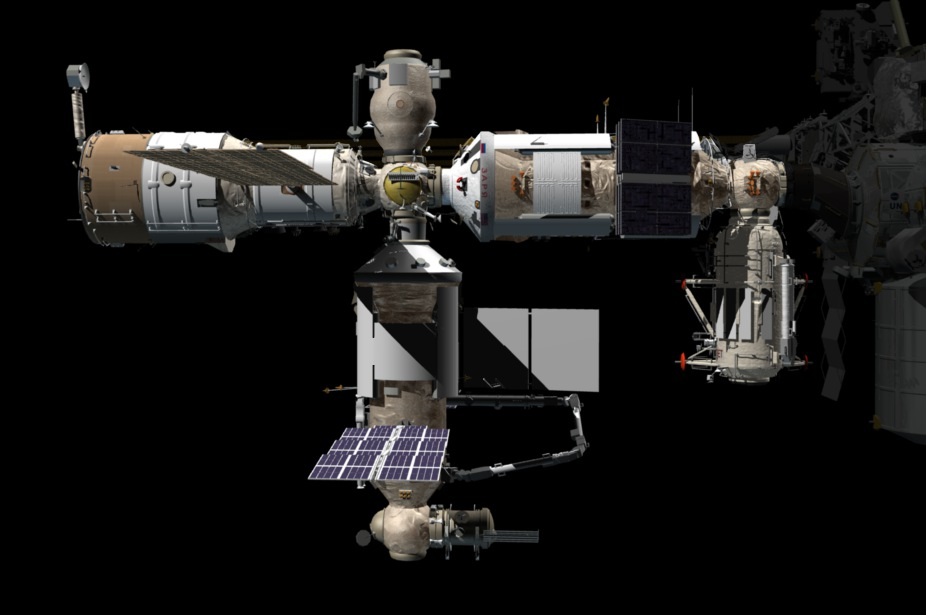
Počítačem generovaný obraz ruského orbitálního segmentu po zadokování Nauky

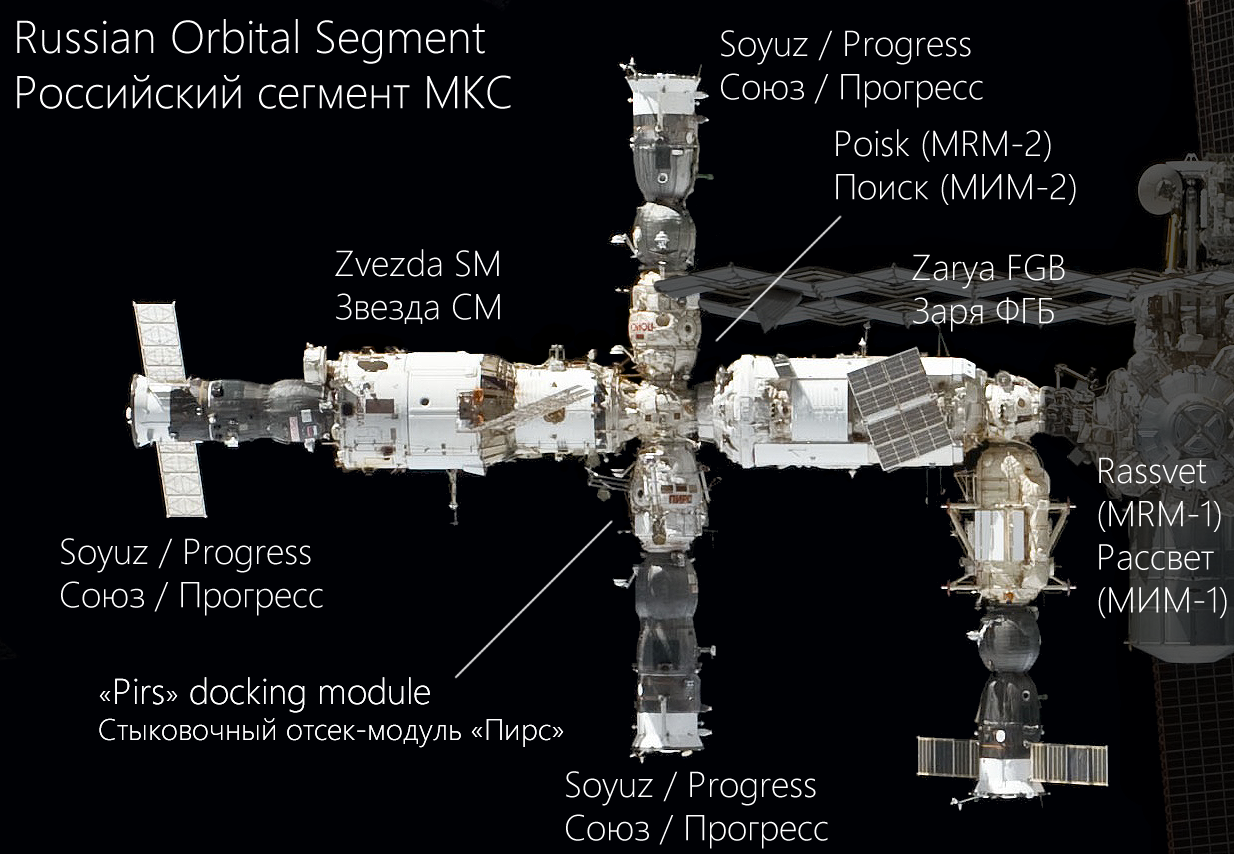
Konfigurace ruského orbitálního segmentu před odpojením modulu Pirs v červenci 2021

Ruský orbitální segment (rusky Российский орбитальный сегмент; angl. Russian Orbital Segment) nebo ROS je název pro část Mezinárodní vesmírné stanice (ISS) postavené Ruskem a provozované Ruskou federální kosmickou agenturou (Roskosmos). ROS zajišťuje navádění, navigaci a řízení pro celou stanici. První součást segmentu i celé stanice – Zarja – byla vypuštěna v listopadu 1998.

## Provozované moduly

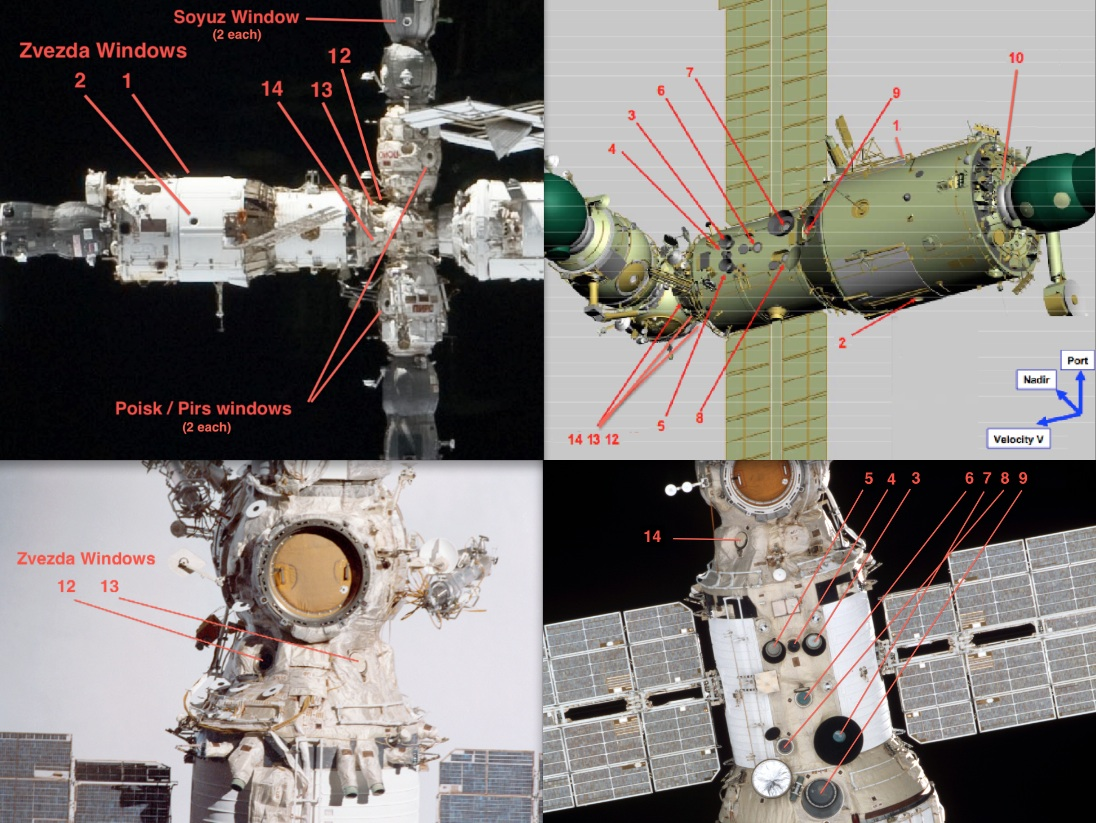
Okna na ruském segmentu ISS

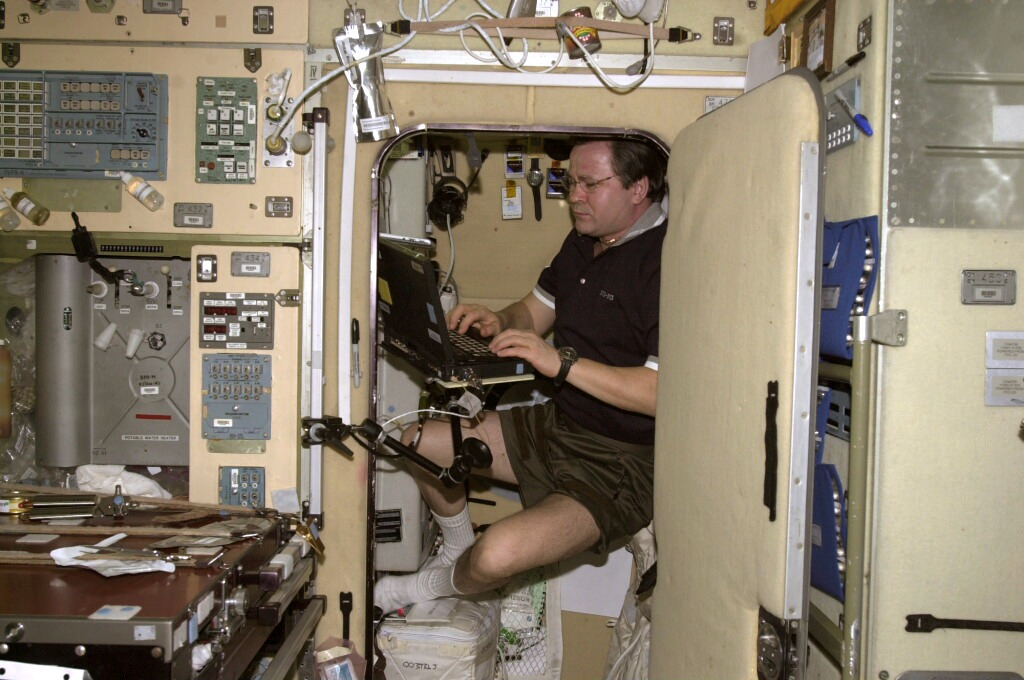
Nikolai Budarin pracuje uvnitř jedné z kajut na palubě servisního modulu Zvezda

Segment v současné době sestává ze šesti modulů a navazuje na základní konfiguraci zrušené ruské vesmírné stanice Mir -2. V pořadí podle data startu jde o moduly:
- Zarja (1998)
- Zvezda (2000)
- Poisk (2009)
- Rassvet (2010)
- Nauka (2021)
- Pričal (2021)

Segment je řízen přímo z řídícího střediska Roskosmosu v Moskvě a zajišťuje řadu důležitých funkcí ISS.

### Zarja
První modul, Zarja, jinak známý jako Functional Cargo Block nebo FGB, byl vůbec první vypuštěnou součástí ISS. Jde o téměř 13 metrů dlouhý válec o průměru 4,1 metru s rozšířenou zadní částí a kulovým přechodovým úsekem na přídi. Modul poskytoval rané konfiguraci stanice elektrickou energii, skladování, pohon a navigační vedení. Klíčové funkce však byly později převedeny na modul Zvezda, a tak je nyní Zarja primárně používána pro skladování. Disponuje třemi spojovacími uzly. Z toho dva jsou v ose modulu a současně celé ISS – port ve směru letu je připojen k modulu Unity a tvoří tak hranici ruského a amerického orbitálního segmentu, zatímco k portu na opačné straně Zarji je připojen modul Zvezda. Třetí port je orientován směrem k Zemi (Zarja nadir) a je k němu trvale připojen modul Rassvet. Zarja je potomkem kosmické lodi TKS určené pro ruský program stanic Saljut. Vyrobil ji bývalý Sovětský svaz a následně Rusko, ale financována byla Spojenými státy a NASA a proto je ve vlastnictví USA. 

### Zvezda
Necelé dva roky po vypuštění Zarji k ní byl připojen druhý modul ROS s názvem Zvezda, oba moduly mají shodnou koncepci. Zvezda, je servisním modulem stanice – poskytuje systém podpory života a obsahuje energetický systém a systém správy dat DMS-R vytvořený Evropskou kosmickou agenturou. poskytuje celkem 4 dokovací porty, z toho tři v kulovitém přechodovém úseku na přídi modulu. Prvním, v ose modulu a ve směru letu, je trvale připojen k modulu Zarja. Druhým, který míří směrem k Zemi, je trvale připojen víceúčelový laboratorní modul Nauka (a právě zde byl dříve připojen dokovací modul Pirs). Třetí port na přechodovém úseku, který míří opačným směrem než druhý port, tedy od Země, je trvale obsazen modulem Poisk. Poslední ze čtyř zmíněných portů je na opačné straně Zvezdy a tvoří faktickou záď celé ISS. Pod označením Zvezda aft slouží k připojování ruských kosmických lodí Sojuz a Progress, dříve se k němu připojovaly také Evropskou vesmírnou agenturou provozované zásobovací lodě ATV.

### Poisk
Modul Poisk je oválný objekt o délce 4 metrů (mezi rovinami protilehlých stykovacích uzlů), průměru 2,5 metru a hmotnosti více než 3,5 tuny. K přechodovému úseku modulu Zvezda byl připojen v listopadu 2009. Jeho druhý stykovací uzel míří směrem od Země a pod označením Poisk zenith slouží k připojování ruských kosmických lodí Sojuz a Progress a od listopadu 2020 také jako přechodová komora pro výstupy do vesmíru, místo do té doby používaného modulu Pirs.

### Rassvet
Šestimetrový a pětitunový válec se zaoblenými konci a dvěma porty byl k ISS vynesen raketoplánem Atlantis v květnu 2010. Připojen je ke stykovacímu uzlu na spodní, k Zemi orientované straně modulu Zarja. Jeho druhý port je využíván k připojování kosmických lodí Sojuz, kterých zde do poloviny roku 2021 zakotvily už dvě desítky. V modulu jsou také vymezeny standardní prostory pro vědecký program..

### Nauka
Víceúčelový laboratorní modul Nauka obsahuje další sadu systémů podpory života včetně doplňkových solárních panelů, které ruský segment zbaví závislosti na hlavních solárních polích USOS. Nauka je koncepčně stejná jako moduly Zarja a Zvezda a dokonce je vybudována z dříve rozpracovaného a nedokončeného bloku FGB-2. Ten vznikal v 90. letech 20. století jako záloha modulu Zarja (tehdy označovaného FGB) pro případ selhání při startu. Nauka se připojila k ISS v červenci 2021 a byla prvním rozšířením ruského segmentu po 11 letech a významným rozšířením po 20 letech. Po plné integraci se stanicí bude Nauka sloužit k experimentům, a to i vně stanice, k dokování kosmických lodí a přepravě nákladu, ale také jako pracovní a odpočinkový prostor posádky. Obsahuje kompletní systém navádění a navigace včetně ovládání motorů a řízení polohy, který může ISS používat jako záložní.

### Pričal
Uzlový modul Pričal je kulové těleso o průměru 3,3 metru a hmotnosti 3 890 kilogramů s celkem 6 dokovacími porty. Jedním z nich je připojen ke spodnímu portu modulu Nauka, ostatní jsou k dispozici pro připojování dopravních kosmických lodí Sojuz a Progress nebo dalších modulů. Pričal se stal součástí Mezinárodní vesmírné stanice 26. listopadu 2021. Stavba modulu byla schválena v roce 2011, původně měl být jádrem budoucí ruské stanice OPSEK.

## Vyřazený modul

### Pirs
Součást ROS byl dříve také dokovací modul Pirs. Koncepčně byl identický s modulem Poisk a ke stanici byl připojen v září 2001 k portu modulu Zvezda mířícímu k zemi (Zvezda nadir). Za bezmála 20 let používání se k ISS přes Pirs připojilo celkem 45 ruských kosmických lodí, z toho 9 Sojuzů a 36 Progressů. Byl také využit jako úložiště skafandrů a přechodová komora pro několik desítek výstupů do volného prostoru. Od stanice byl Pirs odpojen v července 2021, aby uvolnil místo pro připojení víceúčelového laboratorního modulu Nauka. Stal se tak prvním modulem ISS, který ukončil svou činnost a zanikl v atmosféře.

## Nedokončené moduly

### Oka-T-MKS
Oka-T-MKS byl plánovaný doplňkový modul ISS ohlášen byl v prosinci 2012. Modul by většinu času volně doprovázel ISS jako autonomní laboratoř orbitálního prostoru pro provádění experimentů a ke stanici by se připojil kvůli údržbě experimentů přibližně každých 180 dní. Práce na vytvoření vesmírné laboratoře Oka-T-MKS, které Roskosmos zadal společnosti RKK Energija, měly být podle původních předpokladů zahájeny v roce 2015, ale později byly odloženy na neurčito. Některé indicie přitom naznačují, že se pro projekt nepodařilo najít významná rozvojová partnerství, a proto byl opuštěn.